# Semenovita-(Ce)
La semenovita-(Ce) és un mineral de la classe dels silicats. Rep el nom en honor del professor Evgeny Ivanovich Semenov (1927 – març de 2017), mineralogista rus de l'Institut de Mineralogia i Geoquímica d'Elements Rars (IMGRE) de Moscou.

## Característiques
La semenovita-(Ce) és un silicat de fórmula química Na₈Ca₂FeBe₆Ce₂Si14O40(OH)₄F₄. Va ser aprovada com a espècie vàlida per l'Associació Mineralògica Internacional l'any 1971. Cristal·litza en el sistema ortoròmbic. La seva duresa a l'escala de Mohs es troba entre 3,5 i 4.
Segons la classificació de Nickel-Strunz, la semenovita-(Ce) pertany a «09.DN - Inosilicats amb 6 cadenes dobles periòdiques» juntament amb els següents minerals: emeleusita, tuhualita, zektzerita i ashcroftina-(Y).

## Formació i jaciments
Va ser descoberta al vessant Taseq del complex d'Ilímaussaq, un complex intrusiu que es troba al municipi de Kujalleq, a Groenlàndia. Es tracta de l'únic indret de tot el planeta on ha estat descrita aquesta espècie mineral.